# Cirolana oaxaca
Cirolana oaxaca är en kräftdjursart som först beskrevs av Alberto Carvacho och Haasmann 1984.  Cirolana oaxaca ingår i släktet Cirolana och familjen Cirolanidae. Inga underarter finns listade i Catalogue of Life.